# Exoprosopa sima
Exoprosopa sima är en tvåvingeart som beskrevs av Osten Sacken 1877. Exoprosopa sima ingår i släktet Exoprosopa och familjen svävflugor.
Artens utbredningsområde är Nevada. Inga underarter finns listade i Catalogue of Life.